# Haploclathra paniculata
Haploclathra paniculata là một loài thực vật có hoa trong họ Calophyllaceae. Loài này được (Mart.) Benth. mô tả khoa học đầu tiên năm 1861.